# Charles Antoine François Thomson
Charles Antoine François Thomson (ngày 25 tháng 9 năm 1845 – ngày 8 tháng 7 năm 1898) là một công chức người Pháp từng là phó tỉnh trưởng rồi sau lên làm tỉnh trưởng của nhiều tỉnh thuộc vùng thủ đô nước Pháp. Từ năm 1882 đến năm 1885, ông là Thống đốc Nam Kỳ ở miền nam Việt Nam ngày nay. Khi còn tại vị, ông đã buộc Quốc vương Norodom xứ Campuchia chấp nhận tăng cường quyền kiểm soát của thực dân Pháp đối với chế độ bảo hộ tại Campuchia.

## Tiểu sử

### Thân thế
Charles Antoine Françis Thomson sinh ngày 25 tháng 9 năm 1845 tại Si-Mustapha, Algeria. Cha tên là Peter John Sydney Arnold Thomson (1815–1865) và mẹ là Gabrielle Félicie Bourguet (1825–1880). Ông là tùy viên của Bộ trưởng Bộ Tài chính từ năm 1864 đến năm 1870, sau đó được bổ nhiệm làm Phó Tỉnh trưởng Vervins vào ngày 26 tháng 11 năm 1870. Ông lần lượt là Phó Tỉnh trưởng Briançon, Brignoles và Vendôme. Về sau ông lên làm Tỉnh trưởng Drôme rồi Doubs và sau tới tỉnh Loire. Ngày 11 tháng 4 năm 1874, Thomson kết hôn với Louise Valentine Virginie Carilian (1855–1917) ở Briançon, Hautes-Alpes. Các con của họ bao gồm Charlotte (1875–1876), Madeleine Virginie (1876–1951), Jeanne-Louise (1878–1896) và Andrée (1886–1967).

### Thống đốc Nam Kỳ

Liên bang Đông Dương. Nam Kỳ là tỉnh cực nam, phía nam Campuchia.

Thomson được Đô đốc Jean Bernard Jauréguiberry bổ nhiệm làm Thống đốc Nam Kỳ năm 1882. Thomson là Thống đốc Nam Kỳ thuộc Pháp từ ngày 7 tháng 11 năm 1882 đến ngày 27 tháng 7 năm 1885. Ông lên thay thế cho vị Thống đốc tiền nhiệm là Charles Le Myre de Vilers. Trên cương vị là Thống đốc Nam Kỳ, Thomson chịu trách nhiệm bảo hộ Campuchia. Ông muốn đạt được một thỏa thuận với Quốc vương Norodom của Campuchia mà nhà vua cam kết tôn trọng thỏa thuận này.
Norodom chống lại yêu cầu của người Pháp rằng ông phải trang trải chi phí cho chế độ bảo hộ của thực dân Pháp. Các cuộc thảo luận vào tháng 7 năm 1883 đã dẫn đến một thỏa thuận vào tháng 9 năm 1883 rằng bắt đầu từ năm 1884, chính quyền Pháp sẽ thu thuế bán thuốc phiện và rượu để trang trải chi phí. Người Pháp cũng kỳ vọng rằng Norodom cho phép thành lập các đồn cảnh sát trên khắp Campuchia và trao cho Thomson một bản dự thảo hiến pháp nhằm củng cố các cải cách đã được thống nhất. Tháng 4 năm 1884, Thomson đề xuất thêm rằng người Pháp nên tiếp quản ngành hải quan của Campuchia. Đồng thời Thomson đang đàm phán riêng với Sisowath, vị hoàng đệ cùng cha khác mẹ của Norodom, mà ông từng ca tụng "ông hoàng này, người tuyệt đối trung thành với chính sách của chúng ta, [người] từ lâu đã chấp nhận quan điểm chung của chúng ta dẫn đến sự thay đổi chế độ bảo hộ".
Norodom cuối cùng buộc phải ký Công ước Phnôm Pênh vào ngày 17 tháng 6 năm 1884 để tránh việc người Pháp tôn phò Sisowath lấp vào ngôi vị của ông như một con rối của họ. Thomson dẫn theo một đội quân đến cung điện nơi ký kết bản công ước này, cùng các pháo hạm đóng gần đó được phô trương. Hiệp ước thiết lập chính quyền trực tiếp hơn của Pháp đối với xứ bảo hộ Campuchia, đứng đầu là một viên Thống sứ Pháp báo cáo trực tiếp lên Thống đốc Nam Kỳ.
Thomson hăng hái bắt tay vào thực hiện những thay đổi đã được thống nhất trong công ước. Thế nhưng, vào đầu tháng 1 năm 1885, phần lớn đất nước Campuchia đã nổi dậy chống lại người Pháp. Ngày 21 tháng 7 năm 1885 Thompson được lệnh quay trở lại Pháp bằng thuyền tiếp theo để báo cáo tình hình, giao cho Tướng Charles Auguste Frédéric Bégin làm Quyền Thống đốc. Bégin là viên tư lệnh quân sự cao cấp của xứ Nam Kỳ từ ngày 20 tháng 3 năm 1885. Bégin không thích các chính sách của Thomson, và điều động lực lượng để đảm bảo rằng Thomson không trở lại. Ngày 28 tháng 10 năm 1885, ông viết,
Norodom bị sỉ nhục và lạm dụng. Một hiệp ước rất khắc nghiệt được áp đặt lên ông bằng vũ lực... Thái hậu mà ông bày tỏ lòng kính trọng và hiếu thảo sâu sắc, sẽ không tha thứ cho ông vì đã chấp nhận mà không chống lại sự sỉ nhục mà chúng tôi áp đặt... ngay cả khi chúng tôi thừa nhận tội lỗi ngầm của Quốc vương, chúng tôi không thể nghĩ đến việc phế truất ông ấy. Chúng tôi phải tránh động đến dinh thự, vì giới quan lại sẽ nhân cơ hội đó lại xúi giục dân chúng nổi dậy, bảo với họ rằng chúng ta muốn lật ngược tất cả ... Chúng ta phải sống chung với cái ác và né tránh mọi hiềm khích thêm nữa... Đề nghị đầu tiên là đặt bên cạnh nhà vua, cả ở Campuchia và ở Nam Kỳ, những kẻ không dự phần vào sự kiện ngày 17 tháng 6. Norodom sẽ không bao giờ tha thứ cho ngài Thomson vì đã làm nhục và lăng mạ ông trước sự chứng kiến của các vị đại thần và triều đình của ông ta.

### Cuối đời
Thomson về mặt chuyên môn là Thống đốc Nam Kỳ cho đến tháng 3 năm 1886, nhưng không trở lại thuộc địa sau tháng 7 năm 1885. Ông là Công sứ Pháp quốc tại Copenhagen năm 1891, Giám đốc Ngân khố Hérault và sau đó là Bouches-du-Rhône. 
Thomson qua đời vào ngày 8 tháng 7 năm 1898 tại Marseille, Bouches-du-Rhône.